# Adam Ferrara
Adam Ferrara (Queens, 2 febbraio 1966) è un attore e conduttore televisivo statunitense.
Ha interpretato il ruolo di Chief Nelson nella serie televisiva Rescue Me dell'emittente televisiva statunitense FX ed è il conduttore del programma televisivo Top Gear USA assieme a Tanner Foust e Rutledge Wood.
Ferrara proviene da una famiglia italo-americana ed è cresciuto a Huntington, New York. Ha sposato l'attrice Alex Tyler.

## Filmografia parziale

### Cinema
- Il superpoliziotto del supermercato (Paul Blart: Mall Cop), regia di Steve Carr (2009)
- Little Italy - Pizza, amore e fantasia (Little Italy), regia di Donald Petrie (2018)

### Televisione
- NCIS - Unità anticrimine (NCIS) – serie TV, episodio 18x09-21x10 (2021)
- FBI – serie TV, episodio 5x21 (2022)

## Doppiatori italiani
Nelle versioni in italiano delle opere in cui ha recitato, Adam Ferrara è stato doppiato da:
- Andrea Lavagnino in NCIS - Unità anticrimine
- Luigi Ferraro in FBI